# سجع الكهان
سَجْعُ الكُهَّانِ هو فن نثري عربي جاهلي، اختفى مع ظهور الإسلام، يعتمد على استخدام مجموعة من الجمل المترادفة والمتوازنة التي يتناغم بعضها مع بعض، ويستخدمها الكاهن الذي يدعي معرفة الغيب في قضايا معينة تواجه الأفراد أو الجماعات. كان الكاهن يزعم أنه ينطق باسم الآلهة، وأن الجن مسخرون له يوجههم حسب إرادته. في العصر الجاهلي، كانت هناك طائفة من الناس تدعي قدرتها على الاطلاع على الغيب ومعرفة ما سيحدث في المستقبل من خلال توابعهم من الجن. كان يُسمى الكاهن واحدًا منهم، أما تابعه الذي يوحي إليه فيُطلق عليه الرَّئِيّ. وكان أكثر هؤلاء الكهان يخدمون بيوت الأصنام والأوثان ويعتبرون ذوي قداسة دينية، حيث كان الناس يلجؤون إليهم في شؤونهم اليومية ويتخذونهم حكامًا في نزاعاتهم. وكان للكهان في الجاهلية تأثير كبير على الناس، وكانوا يُستشارون في الحروب والغزوات والأسفار. كانوا يفسرون الرؤى والأحلام ويحددون مسار الحياة للأفراد والجماعات. ويظهر من ذلك أن الكهان كانوا يتمتعون بمكانة دينية وسلطوية، ويُستدل على ذلك من الحكايات التي رُويت عنهم، مثل الحكاية التي تتحدث عن الكاهن عوف بن ربيعة الذي تنبأ بمقتل حجر بن عمرو.

## خصائص أسجاع الكهان
تتميز أسجاع الكهان بأنها عبارة عن كلام غامض وإشارات مبهمة، حيث يستخدم الكاهن أسلوب السجع والرمزية لإخفاء المعاني الحقيقية وإرباك السامع. كانت الجمل التي يستخدمها الكهان قصيرة، تحمل طابع التكلف، وتهدف إلى إحداث حالة نفسية لدى السامع تجعله يقبل ما يقوله الكاهن دون جدال أو اعتراض. وكان هذا النوع من النثر يترك المستمع في حالة من الحيرة والاضطراب النفسي، ما يساعد الكاهن على التأثير عليه بسهولة. كانت أسجاع الكهان منتشرة بشكل خاص في اليمن، حيث كان العديد من هؤلاء الكهان يعيشون في بيوت وثنية. وكان الناس يسافرون مسافات طويلة للحصول على مشورة هؤلاء الكهان. من أشهر الكهان الذين اشتهروا في ذلك الوقت: شق بن الصعب، وسطيح بن ربيعة الذئبي، وسواد بن قارب الدوسي، الذين كان لهم تأثير كبير في المجتمعات الجاهلية.

## موقف الإسلام
ذم القرآن الكريم والحديث النبوي الشريف الذهاب إلى الكهان، ونفى القرآن الكريم صفة الكهانة عن النبي محمد.

## أمثلة
- لمَّا ثارَتْ بَنو أسَدٍ على حُجْرٍ -أبي امْرِئِ القَيْسِ- وتَمكَّنَ مِنهم حُجْرٌ، وأُسِرَ مِنهم عَدَدٌ كَبيرٌ، مِنهم عَبيدُ بنُ الأبْرَصِ الشَّاعِرُ، أخَذَ عَبيدٌ يَعْتذِرُ إليه ويَمدَحُه بالشِّعْرِ حتَّى عَفا عنهم ورَحِمَهم، وبيْنَما هم في طَريقِهم إلى بِلادِهم تَنَبَّأ لهم كاهِنُهم عَوْفُ بنُ رَبيعةَ الأسَديُّ، فقالَ: «يا عِبادي»، قالوا: «لَبَّيكَ ربَّنا»، قالَ: «مَن المَلِكُ الأصْهَب، الغَلَّابُ غيْرُ المُغلَّب، في الإبِلِ كأنَّها الرَّبْرَب، لا يَعلَقُ رَأسَه الصَّخَب، هذا دَمُه ينْثَعِب، وهذا غدًا أوَّلُ مَن يَسلُب؟» قالوا: «مَن هو يا ربَّنا؟» قالَ: «لولا أن تَجيشَ نَفْسٌ جاشِية، لأخْبَرْتُكم أنَّه حُجْرُ ضاحِية» فرَكِبوا إليه كلَّ صَعْبٍ وذَلولٍ حتَّى أتَوا إليه فقَتَلوه.
- ومِن سَجْعِهم قَوْلُ سَلَمةَ بنِ أبي حيَّةَ، المَشْهورِ بعُزَّى سَلَمةَ: «والأرْضِ والسَّماء، والعُقابِ والصَّقْعاء، واقِعةٌ ببَقْعاء، لقد نَفَرَ المَجْدُ بَني العَشْراء للمَجْدِ والسَّناء».[1]

## قائمة
هذه قائمة شاملة لجميع الكهان الذين ذُكرَت أسجاعهم في الكتب العربية، وقد جمع ياسين جمول في رسالته ترجمانهم وأسجاعهم ومصادر ذكرهم.

### الكهان
قائمة رجال الكهان

#### المعروفون
كهان ذُكروا اسمًا وعُرفَت نصوصهم (سجعهم):
- أسعد الكامل الحميري
- جذيمة الأبرش
- جشم بن خيران
- خطر بن مالك اللهبي
- ابن خلصة الدوسي
- خنافر بن التوأم الحميري
- الديان بن قطن الحارثي
- ربيعة بن حذار الأسدي
- زهير بن جذيمة العبسي
- سطيح الغساني
- سلمة بن أسحم (عزى سلمة)
- سواد بن قارب
- شافع بن كليب الصدفي
- شق اليشكري
- شهاب بن عبد بن قيس اليربوعي
- طليحة بن خويلد الأسدي
- طيّئ (جلهمة بن أُدَد)
- عبد الدار بن حديث (حازي جُهينة)
- عُتيبة بن الحارث اليربوعي
- عُمارة بن عوف العدواني
- عمران بن عامر ماء السماء
- عمرو بن جعيد (الأفكل)
- عمرو بن لحي الخزاعي
- عوف بن ربيعة الأسدي
- كعب بن الأشرف
- المأمور الحارثي
- مسلمة بن حبيب
- نقيد الأسدي
- ابن وقشة
- وكيع بن سلمة الإيادي

#### المجهولون
كهان ذُكر لهم نصوص لكن لم يُذكَر اسمهم:
- كاهن جنب
- كاهن بني الحارث بن ثعلبة بن دودان
- الكاهن الخزاعي
- كاهن زبيد
- كاهن بني سعد بن بكر

#### كهان لم يُوجَد لهم نصوص بعد
كهان ذُكر اسمهم ولم يوجد لهم نصوص:
- الأسود العنسي
- الأقيصر بن جابر الباهلي (الكاهن الباهلي)
- تيم الأدرم
- جذل بن جذل الكندي
- خازن الكاهن
- خالد بن سطيح
- الخمس التغلبي
- رئاب الشني
- السائب
- سديف بن هوماس
- سملقة العكي
- الشمرذل بن قباث
- ابن صياد
- ضمرة بن لبيد
- عوف بن بُهثة
- عوف بن عامر الثقفي
- قلطف الطائي
- هدّاج الكاهن
- هلال بن عُويمر (أبو بردة الأسلمي)
- كاهن الأراقم
- كاهن أفنون التغلبي
- كاهن تميم بن بر
- كاهن حسان بن تبع
- كاهن خثعم

### الكواهن
قائمة النساء الكواهن

#### المعروفات
كواهن ذُكروا اسمًا وعُرفَت نصوصهنّ (سجعهنّ):
- رقاش الطائية
- زبراء الكاهنة
- الزرقاء بنت زهير
- زرقاء اليمامة
- سرحة
- سُعدَى بنت كُريز العبشمية
- سلمى الهمذانية
- سوداء بنت زُهرة
- الشعثاء الكاهنة
- شهيرة
- صُحَيْبَة
- طريفة الحميرية
- ظريفة كاهنة الشام
- عُفيراء الحميرية
- فاطمة بنت مر الخثعمية
- قُتَيْلة بنت نوفل

#### المجهولات
كواهن ذُكرت لهنّ نصوص لكن لم يُذكَر اسمهنّ:
- الجواري الأربع الطوارق بالحصى
- كاهنة أشجع
- كاهنة من إياد
- كاهنة لبني تميم
- كاهنة حُجر بن عمرو
- كاهنة من حَدَس
- كاهنة ذي الخلصة
- كاهنة الزباء
- كاهنة بني سعد
- كاهنة اليمن في رسالة الجاحظ التأريخية (مدح التجار وذم عمل السلطان)

#### كواهن لم تُوجَد لهنّ نصوص بعد
كواهن ذُكر اسمهنّ ولم توجد لهنّ نصوص:
- سجاح كاهنة المدينة
- سجاح التميمية
- سعيرة الأسدية
- العز الكاهنة
- الغيطلة
- فاطمة النجارية اليثربية
- قُطبة
- أم زرقاء اليمامة
- أم مرثد بن عبد كلال
- أم مرحب (الذي قتله علي بن أبي طالب في غزوة خيبر)
- المجهولات:
  - مُستنشئة
  - كاهنة دهرية
  - كاهنة بني سعد هذيم
  - كاهنة الشام التي رواها الواقدي عن عثمان بن عفان
  - كاهنة قريش
  - كاهنة قس بن ساعدة
  - كاهنة مجهولة ذكرها ابن إسحاق في حديث بنيان الكعبة